# Cloncaird Castle

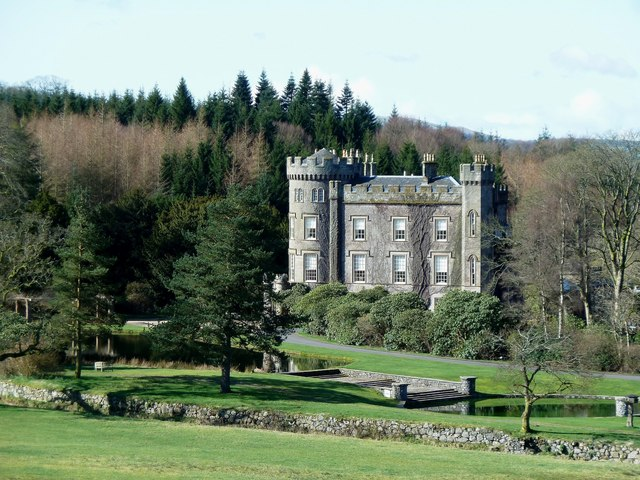
Cloncaird Castle von Osten

Cloncaird Castle ist ein Landhaus in der Nähe des kleinen Dorfes Kirkmichael, etwa sechs Kilometer östlich von Maybole in der schottischen Council Area South Ayrshire. Das Haus liegt am Ufer des Kelsie Burn inmitten eines 57 Hektar großen Geländes. Das Gebäude entstand im 16. Jahrhundert als Burg und wurde Anfang des 19. Jahrhunderts erweitert und als Landhaus umgebaut. Nachdem es eine Zeit als Sanatorium diente, ist sie heute wieder ein privates Wohnhaus.

## Geschichte
Die Burg wurde ursprünglich im 16. Jahrhundert errichtet und war der Beschreibung nach im Stil feudaler Landhäuser dieser Zeit gehalten. Sie hatte einen großen Turm mit quadratischem Grundriss, enge Wendeltreppen und andere zeitgenössische Details. Eine Wappentafel mit dem Datum 1585 findet man heute noch an einer Mauer des Hauses. Gegen Ende des 16. Jahrhunderts gehörte das Anwesen Walter Mure, einem Abkömmling der Familie Auchendrane und Vetter des Herren von Auchendrane, der den Mord an Sir Thomas Kennedy von Culzean Castle anwies. Dieser Walter Mure aus Cloncaird war der Mörder und hatte bei der Ausführung dieser Tat die Unterstützung seines Zechkumpanen, Kennedy aus Drumurchy.
Anfang des 19. Jahrhunderts kaufte Henry Ritchie aus Craigton und Busbie Cloncaird Castle. Der 1777 geborene Henry Ritchie war ein Nachfahre von James Ritchie, dem „Kaufmannsbürgers“ von Glasgow, dessen Name im Commisary Register 1674 auftaucht. Seine Familie hatte sich 1746 in Creigton in Lanarkshire niedergelassen. Henrys Vater James kaufte 1763 die Ländereien von Busbie in Ayrshire und heiratete 1765 Catharine Kerr, die Tochter von Robert Kerr aus Newfield, einem Enkel des 1. Marquess of Lothian. Henry Ritchie folgte seinem Vater 1799 als Herr von Busbie und Craigton nach und war zweimal verheiratet: zum ersten Mal mit Elizabeth Cathcart († 1836) und dann 1838 mit Catherine Fergusson, der Tochter von James Ferguson, 4. Baronet of Kilkerran. Ritchie hatte drei unverheiratete Töchter von seiner ersten Frau, als er 1843 starb. Das Anwesen fiel an den Sohn seiner Schwester, William Wallace aus Cairnhill.
1905 wurde Cloncaird Castle von Colonel Wallace an eine gewisse Mrs Dubs verkauft, die er dann 1908 ehelichte. Damals wurde die Burg umfangreich renoviert und umgebaut. Mrs Dubs starb 1947 und ab 1949 diente das Landhaus als Dubs Memorial Convalescent Home, das von der örtlichen Verwaltung betrieben wurde. Als das Sanatorium schloss, ging das Landhaus zurück in private Hände. Vor 2003 kaufte Ephraim Belcher, der Vorstandsvorsitzende von Belcher Food Products das Haus. Historic Scotland hat das Gebäude als historisches Bauwerk der Kategorie B gelistet. Auf dem Gelände des Landhauses befinden sich weitere Gebäude, die als historische Bauwerke der Kategorie C gelten. Dies sind eine Remise im Arts-and-Crafts-Stil, die neogotisch ausgestalteten, U-förmigen Stallungen und eine Bogenbrücke über den Kelsie Burn. Auf dem Gelände gibt es auch einen Teich, ein Wehr mit Springbrunnen und ein eingefriedeter Garten.